# Patrick Ulriksen
Patrick Ulriksen, född 30 mars 1990 i Oslo, är en norsk professionell ishockeyspelare. Ulriksens moderklubb är Furuset IF och som junior spelade han med Mora IK. Första seniorkontraktet fick han med IFK Ore och var med och spelade upp dem till Division 1 och spelade med dem där en säsong. Sedan sökte han sig tillbaka till Norge, först till IK Comet Halden i 1. divisjon och säsongen därpå till GET-ligaen där han först spelade för IF Frisk Asker och sedan för Lørenskog IK och Lillehammer IK. Sedan 2018 spelar han för Stavanger Oilers.
Ulriksen har spelat fem landskamper för norska juniorlandslaget samt tre landskamper för norska landslaget. Han är barnbarn till den före detta ishockeyspelaren Stig Hylland.